# Rosa Feola
Rosa Feola (San Nicola la Strada, 21 maggio 1986) è un soprano italiano.

## Biografia
Feola è nata e cresciuta a San Nicola la Strada, Caserta, in una famiglia amante della musica. Ha cominciato a studiare pianoforte con suo cugino quando aveva cinque anni. Successivamente è entrata nel coro dell'Accademia musicale di San Nicola, passando per il coro della chiesa. Dopo aver studiato canto con Mara Naddei, diplomandosi con il massimo dei voti e la lode presso il Conservatorio Giuseppe Martucci di Salerno nel 2008, si perfeziona in Opera Studio presso l’Accademia Nazionale di Santa Cecilia con Renata Scotto, Anna Vandi e Cesare Scarton.
Ha debuttato nel ruolo di Corinna (Il viaggio a Reims) con Kent Nagano all'Accademia di Santa Cecilia all'età di 23 anni. È giunta all'attenzione internazionale vincendo il 2º premio assoluto, il premio speciale Zarzuela e il premio Rolex del pubblico all'Operalia di Plácido Domingo nel 2010.
L'anno successivo, ha debuttato nel ruolo di Adina (L'elisir d'amore) al Teatro dell'Opera di Roma, in quello di Susanna (Le nozze di Figaro) al Teatro La Fenice di Venezia, e in quello di Micaëla in (Carmen) alla Deutsche Oper Berlin. Ha cantato Inez ne I due Figaro di Mercadante al Festival di Salisburgo (in coproduzione con il Ravenna Festival, il Teatro Real di Madrid, il Teatro Colón di Buenos Aires) diretta dal Riccardo Muti con il quale ha mantenuto una lunga collaborazione da allora. La registrazione realizzata al Ravenna Festival è stata pubblicata dall'etichetta Ducale.
Nel 2012, con Muti e la Chicago Symphony Orchestra ha debuttato negli Stati Uniti d'America in Carmina Burana di Carl Orff al Millennium Park di Chicago e all’apertura della stagione concertistica della Carnegie Hall di New York. Al Ravenna Festival, con la regia di Cristina Mazzavillani Muti, ha debuttato nel ruolo di Gilda (Rigoletto), uno dei suoi ruoli preferiti, nel quale ha debuttato anche all'Opernhaus Zürich (2013), alla Bayerische Staatsoper (2015), alla Lyric Opera of Chicago (2017), e al Metropolitan Opera di New York (2019).
Nel 2014, ha debuttato alla Wigmore Hall per Rosenblatt Recital Series con il pianista Iain Burnside.
Il 2015 e il 2016 sono stati anni importanti per la sua carriera. Ha debuttato nel ruolo di Elvira alla Welsh National Opera in una nuova produzione de I puritani, ottenendo recensioni entusiastiche e vincendo il "Best Female in an Opera Production" del Wales Theatre Awards e il "What’s On Stage Opera Poll 2016" in Gran Bretagna. Del 2015 è il suo primo album intitolato Musica e Poesia con composizioni di Ottorino Respighi, Giuseppe Martucci, Amilcare Ponchielli, Ciro Pinsuti, e Franz Liszt. L'album è stato una "scelta dell'editore" nell'edizione di marzo di Gramophone e ha ottenuto la nomination per Solo Vocal del 2016 al Gramophone Classical Music Awards. La Feola ha ottenuto la nomination come interprete femminile all'International Opera Awards del 2016, assieme a Anna Bonitatibus, Mariella Devia, Christine Goerke, Evelyn Herlitzius e Anna Netrebko. Nel 2016, ha cantato nel ruolo di Nannetta (Falstaff) nei concerti con la Chicago Symphony Orchestra, sotto la direzione di Muti, in occasione del 400º anniversario della morte di William Shakespeare, realizzando così il suo primo recital negli USA a San Francisco,. Ha partecipato ai BBC Proms alla Royal Albert Hall di Londra con un concerto di arie di Mendelssohn e Mozart, e interpretato Susanna (Le nozze di Figaro) per il suo debutto con la Wiener Staatsoper. Ancora con la Wiener Staatsope e la direzione di Riccardo Muti a Yokohama (Giappone), ha interpretato Susanna nella storica produzione di Jean-Pierre Ponnelle.
Nel 2017 ha partecipato al Concerto di Capodanno del Gran Teatro La Fenice di Venezia diretta da Fabio Luisi, interpretando musiche di Bellini, Donizetti, e Verdi. Il concerto è stato trasmesso da RAI e ARTE. Ha poi debuttato al Teatro alla Scala ne La gazza ladra diretta da Riccardo Chailly in occasione 200º dalla prima rappresentazione alla Scala (1817). L'opera è stata trasmessa in diretta radiofonica su RAI-Radio3, in diretta televisiva in Italia su RAI 5 e in versione cinematografica in Italia e all'estero su "All'Opera".
Feola si è unita a Riccardo Muti e all'Orchestra Giovanile Luigi Cherubini per il concerto inaugurale del Ravenna Festival 2020 del 21 giugno alla Rocca Brancaleone, interpretando musiche di Mozart. Questo concerto nello storico spazio all’aperto con le norme di distanziamento sociale è stato il primo concerto con pubblico in Italia dopo quasi quattro mesi di lockdown dovuto alla pandemia di COVID-19. È stata trasmessa in diretta radiofonica su RAI-Radio3 e in streaming su Ravenna Festival Live.
Ha debuttato nel ruolo di Violetta (La traviata) al Teatro Gabriello Chiabrera di Savona il 16 ottobre 2020 con la regia di Renata Scotto, che ha avuto il suo debutto con questo ruolo in questo teatro nel 1952.
Il 1 gennaio 2021 ha partecipato, insieme al collega tenore Xabier Anduaga, al prestigioso Concerto di Capodanno del Teatro La Fenice di Venezia, diretta dal direttore Daniel Harding.

## Vita privata
Sposata, dal 9 dicembre 2015, con il baritono casertano Sergio Vitale, con cui ha una figlia di nome Renata, Rosa Feola ha due fratelli: Carlo, un basso-baritono, e Gianluca, un violinista.

## Repertorio
| Ruolo              | Titolo                   | Autore     |
| ------------------ | ------------------------ | ---------- |
| Giulietta Capuleti | I Capuleti e i Montecchi | Bellini    |
| Amina              | La sonnambula            | Bellini    |
| Elvira             | I puritani               | Bellini    |
| Leïla              | Les pêcheurs de perles   | Bizet      |
| Micaëla            | Carmen                   | Bizet      |
| Dircé              | Médée                    | Cherubini  |
| Carolina           | Il matrimonio segreto    | Cimarosa   |
| Adina              | L'elisir d'amore         | Donizetti  |
| Lucia Ashton       | Lucia di Lammermoor      | Donizetti  |
| Serafina           | Il campanello            | Donizetti  |
| Norina             | Don Pasquale             | Donizetti  |
| Olga Sukarev       | Fedora                   | Giordano   |
| Inez               | I due Figaro             | Mercadante |
| Sandrina           | La finta giardiniera     | Mozart     |
| Ilia               | Idomeneo                 | Mozart     |
| Susanna            | Le nozze di Figaro       | Mozart     |
| Zerlina            | Don Giovanni             | Mozart     |
| Servilia           | La clemenza di Tito      | Mozart     |
| Musetta            | La bohème                | Puccini    |
| Lauretta           | Gianni Schicchi          | Puccini    |
| Liù                | Turandot                 | Puccini    |
| Fiorilla           | Il turco in Italia       | Rossini    |
| Ninetta            | La gazza ladra           | Rossini    |
| Corinna            | Il viaggio a Reims       | Rossini    |
| Gilda              | Rigoletto                | Verdi      |
| Violetta           | La traviata              | Verdi      |
| Nannetta           | Falstaff                 | Verdi      |

|Alice Ford|| Falstaff || Verdi
|}